# Serge Méricq
Pas d'image ? Cliquez ici

a Compétitions nationales et continentales officielles uniquement.

b Matchs officiels uniquement.
Dernière mise à jour le 13 novembre 2013.
Serge Méricq, né le 16 mai 1937 à La Réole et mort le 10 mai 2013 à Agen, est un joueur français de rugby à XV évoluant au poste de trois-quarts aile. Il joue avec l'équipe de France de 1959 à 1961 et en club avec le SU Agen avec lequel il remporte trois titres de Champion de France.

## Biographie
Serge Méricq naît à La Réole et, très tôt, perd son père qui meurt lors de la Seconde Guerre mondiale. Il découvre le rugby à XV alors qu'il n'est âgé que d'une dizaine d'années. Il rejoint le club du SU Agen et intègre l'équipe première à seulement 16 ans. Il effectue toute sa carrière avec le club agenais avec qui il remporte trois titres de champion de France en 1962, 1965 et 1966. Il marque deux des essais de son équipe dont l'essai de la victoire lors de finale disputée contre l'AS Béziers le 27 mai 1962,. Lors des deux autres finales gagnées en 1965 et 1966, Méricq est sur le banc des remplaçants,. Il remporte également le Challenge Yves du Manoir en 1963. Il dispute son premier test match le 18 avril 1959 contre l'équipe d'Irlande et son dernier test match est contre cette même équipe deux ans plus tard, le 15 avril 1961. Avec la France, il gagne trois fois le Tournoi des Cinq Nations en totalisant seulement cinq sélections.
En 1960, il se lance dans le commerce du poisson, et, après sa carrière sportive, il fait prospérer son entreprise qui atteint jusqu'à 280 salariés en 2006. Il reste néanmoins proche du monde du rugby en devenant un partenaire financier du club via son entreprise. Il préside également l'amicale des anciens internationaux du club. Il meurt le 10 mai 2013 à Agen à l'âge de 75 ans.

## Palmarès
- Championnat de France de première division: 
  - Champion (3) : 1962, 1965 et 1966
- Challenge Yves du Manoir :
  - Vainqueur (1) : 1963
- Tournoi des Cinq Nations :
  - Vainqueur (3) : 1959, 1960 et 1961

## Statistiques en équipe nationale
- 5 sélections
- 6 points (2 essais)
- Sélections par année : 1 en 1959, 3 en 1960 et 1 en 1961
- Tournois des Cinq Nations disputés : 1959, 1960, 1961.